# فرهنگ مشهد
فرهنگ مشهد، کلان‌شهری در شمال شرقی ایران و مرکز استان خراسان رضوی، شامل پیشینه و چگونگی فرهنگ در مشهد کنونی است.
مشهد پس از تهران، پایتخت ایران، دارای بیشترین شمار گروه‌های تئاتر در ایران بوده است. اگرچه، مشهد که به عنوان «دومین قطب تئاتر ایران» نیز شناخته می‌شده است، بر پایهٔ گزارشی در سال ۱۳۹۸ از کم‌ترین زیرساخت برای این هنر برخوردار بوده است. سینماهایی قدیمی چون سینما آفریقا، سینما قدس و پردیس سینمایی هویزه تا موارد تازه‌ساختی چون پردیس سینمایی گلشن در این شهر قرار دارند. استودیوهای فعال مجاز در مشهد (بر پایهٔ قوانین جمهوری اسلامی) محدود و انگشت‌شمار بوده‌اند و کارکنان موسیقی مشهد از «بسته بودن فضا» نالیده‌اند.
در شهر مشهد، نزدیک ۱۵ موزه فعال هستند. این شهر گونه‌ای زندگی شبانه نیز دارد. بیشتر مردم مشهد نیز مسلمان و شیعهٔ دوازده امامی هستند. این موضوع به میانجی‌گری وجود حرم امام رضا در این شهر بیشتر شده است. بااین‌حال، اقلیت‌های دینی دیگری نیز در مشهد وجود داشته یا دارند. آشپزی بومی شهر نیز با آشی چون شله مشهدی و خوراک‌های دیگر نمایان می‌شود.
خراسان و شهر مشهد از دیرباز، از قطب‌های ورزش کشتی در ایران بوده‌اند و به‌گونه‌ای ورزش نخست این شهر به‌شمار می‌رود. ورزش‌های باستانی و زورخانه‌ای از جایگاه ویژه‌ای در مشهد برخوردار هستند و فوتبال نیز از پرهوادارترین‌ها در این شهر است. مشهد میزبان جشنوارهٔ مد و پوشاک نیز بوده است و دیوارنگاری و نقاشی دیواری نیز در آن مورد توجه بوده است.

## هنر

### معماری
فهرست بلندترین ساختمان‌ها در مشهد شامل هتل پدیده شاندیز، آرمیتاژ گلشن، برج تجاری اداری یاس و مرکز تجارت بین‌الملل مشهد می‌شود.

در فروردین ۱۴۰۰، گزارشی از خراب‌کردن بزرگ‌ترین خانهٔ تاریخی مشهد منتشر شد؛ سازه‌ای که بر پایهٔ این گزارش، جدا از ارزش‌های فرهنگی و معماری که به دوره‌ای از سیر دگرگونی معماری شهر مشهد اشاره داشته است، دارای ویژگی‌های اجتماعی و سیاسی نیز بوده است.

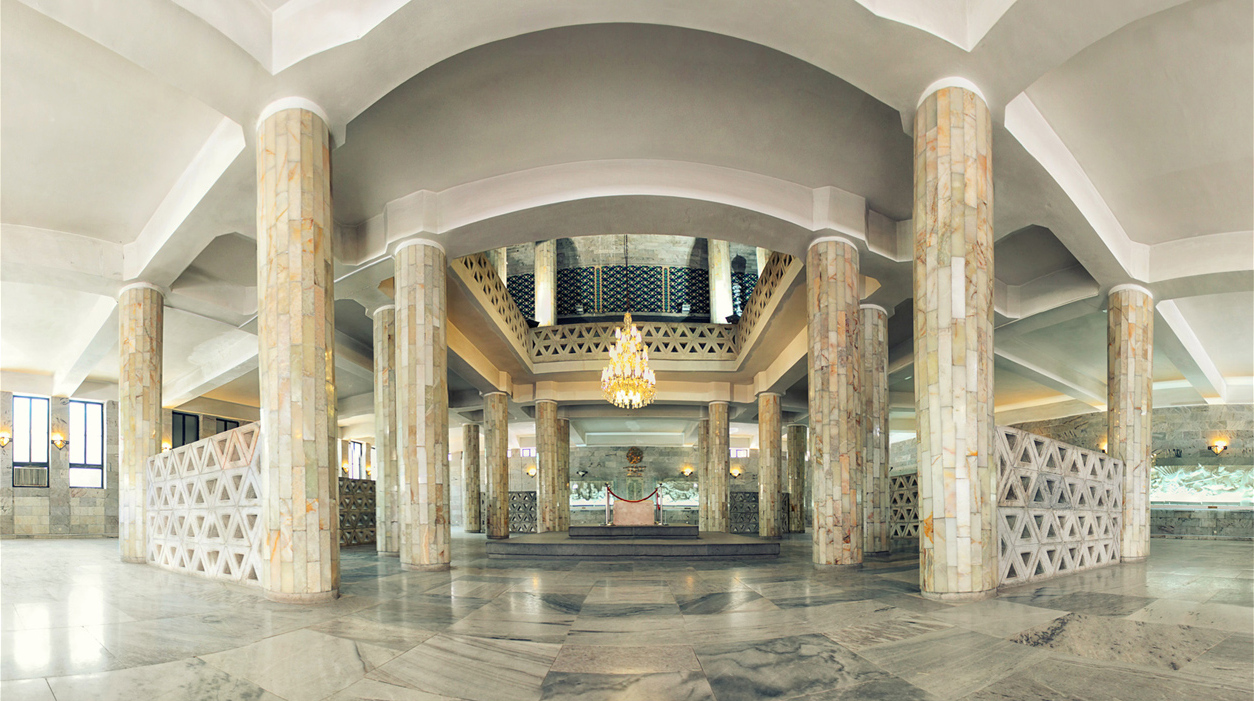
معماری درونی به‌کاربرده‌شده در آرامگاه فردوسی
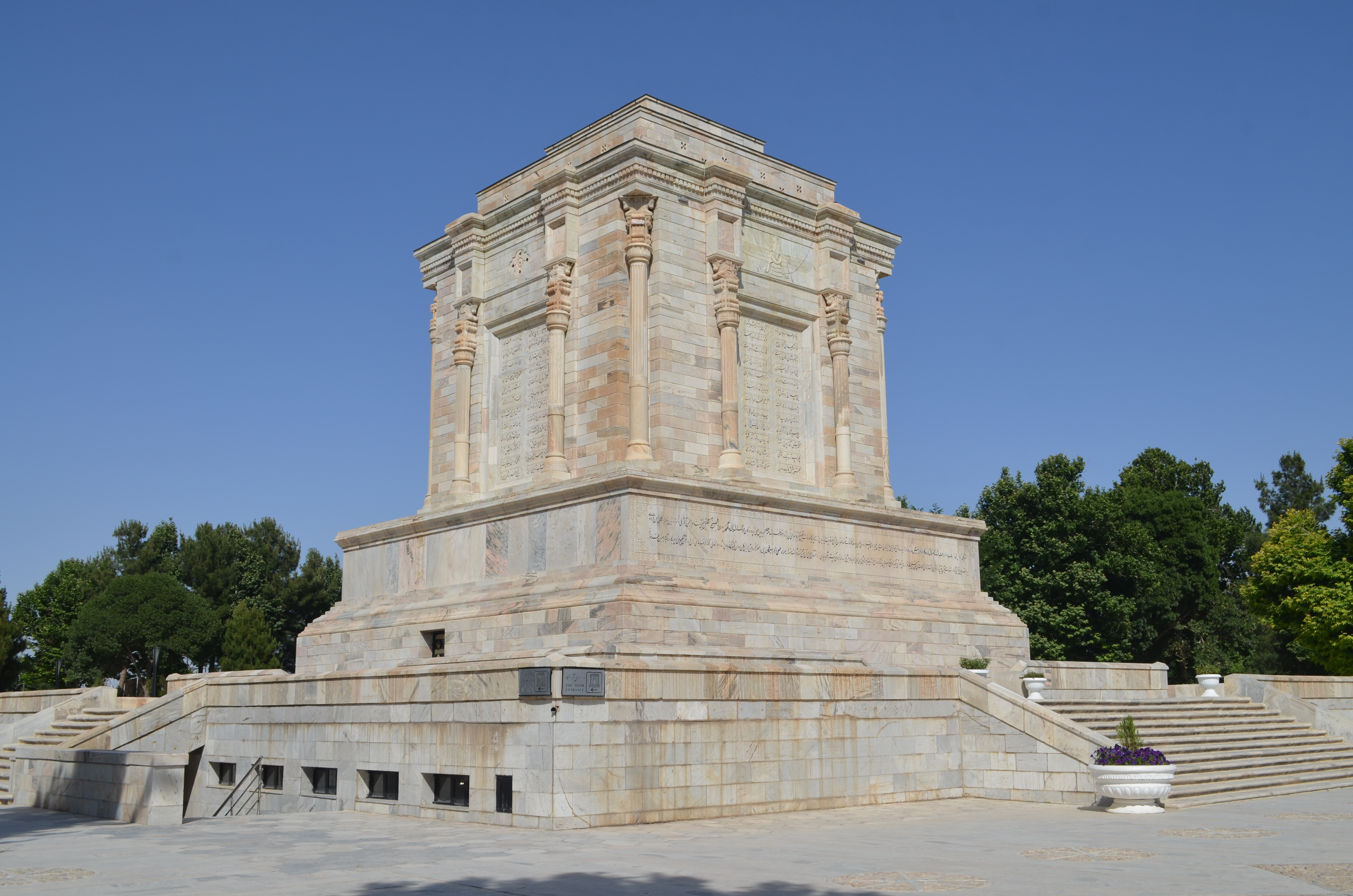
آرامگاه فردوسی
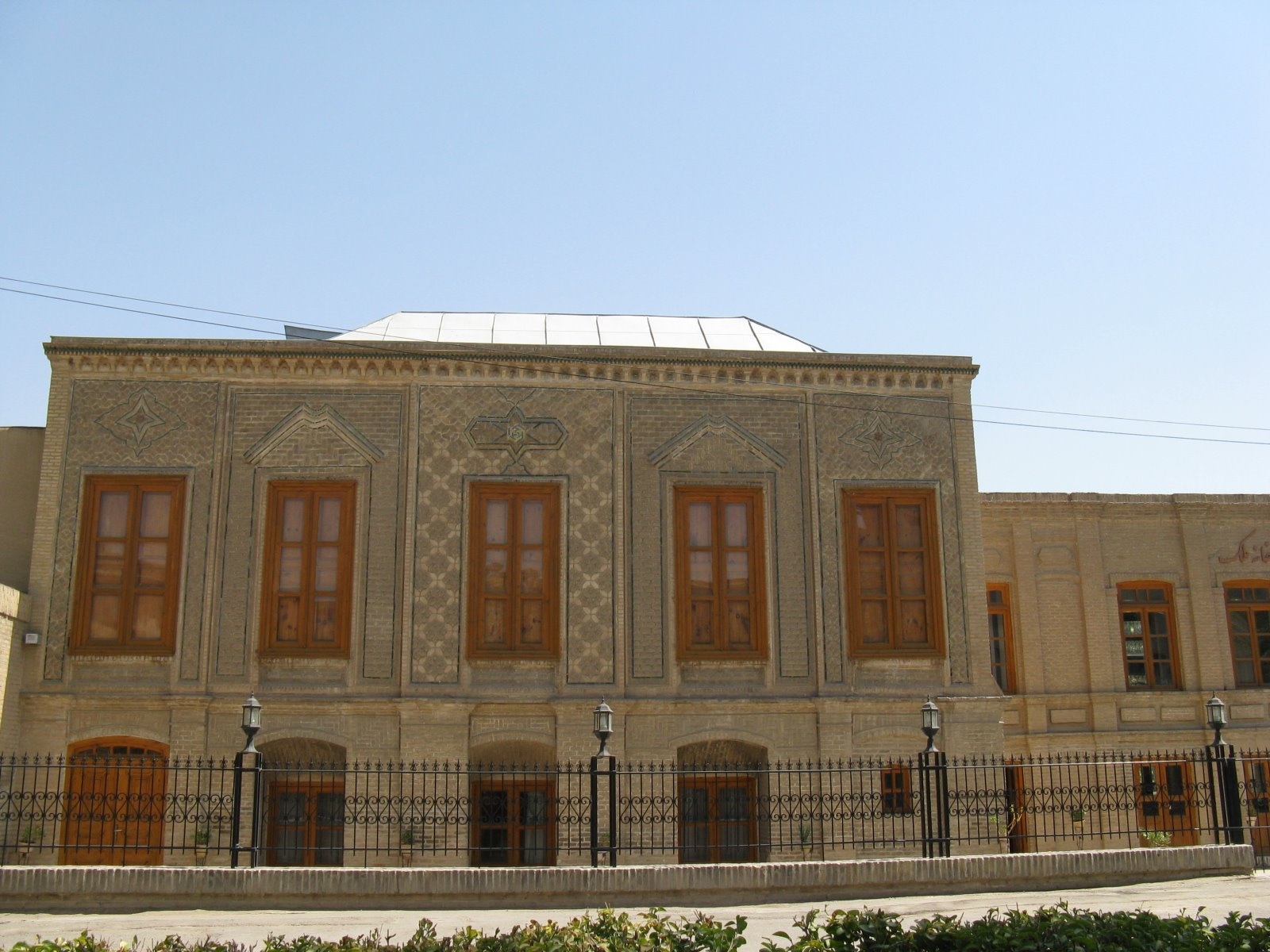
خانهٔ حسین ملک در مشهد
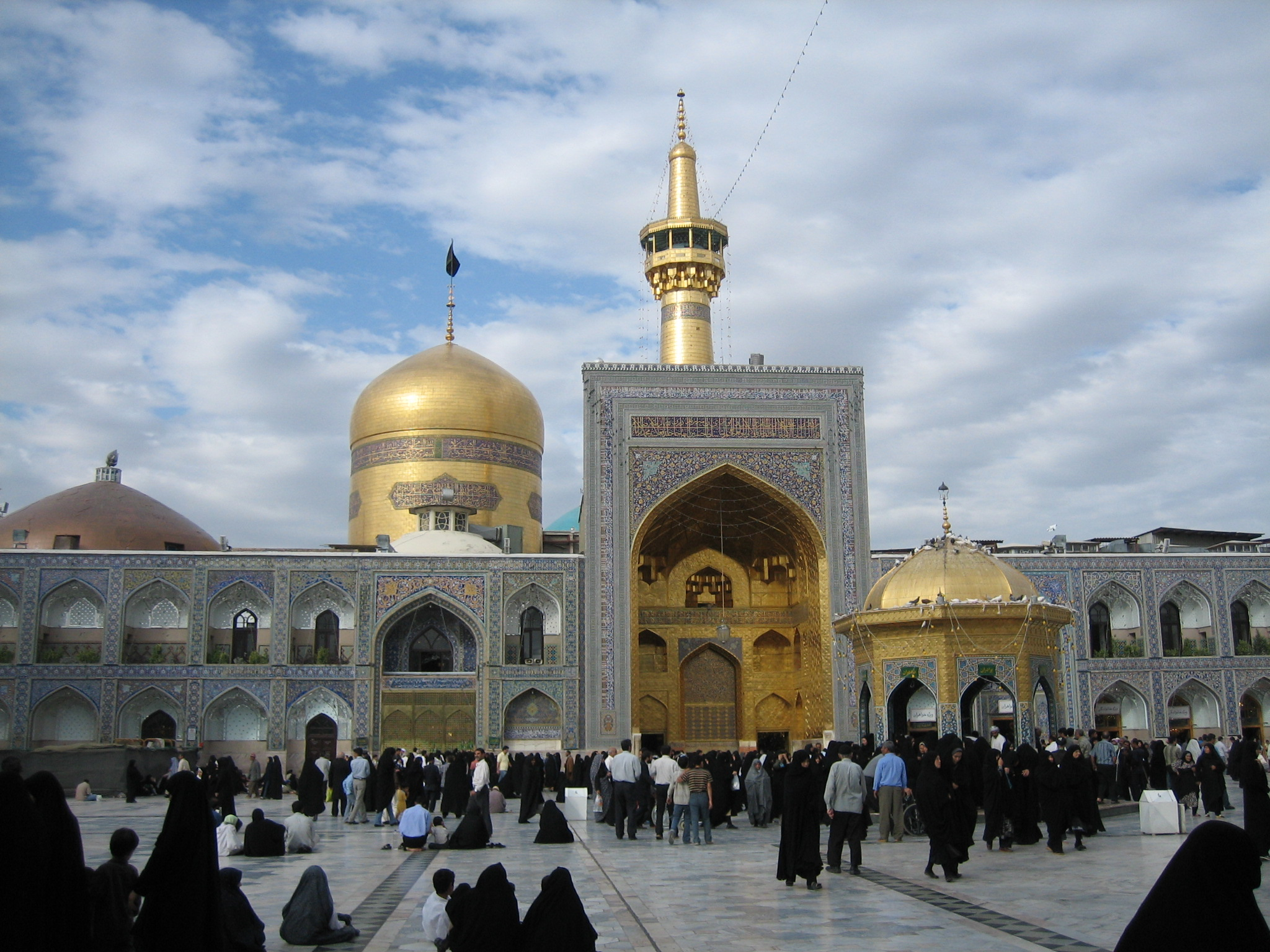
حرم امام رضا
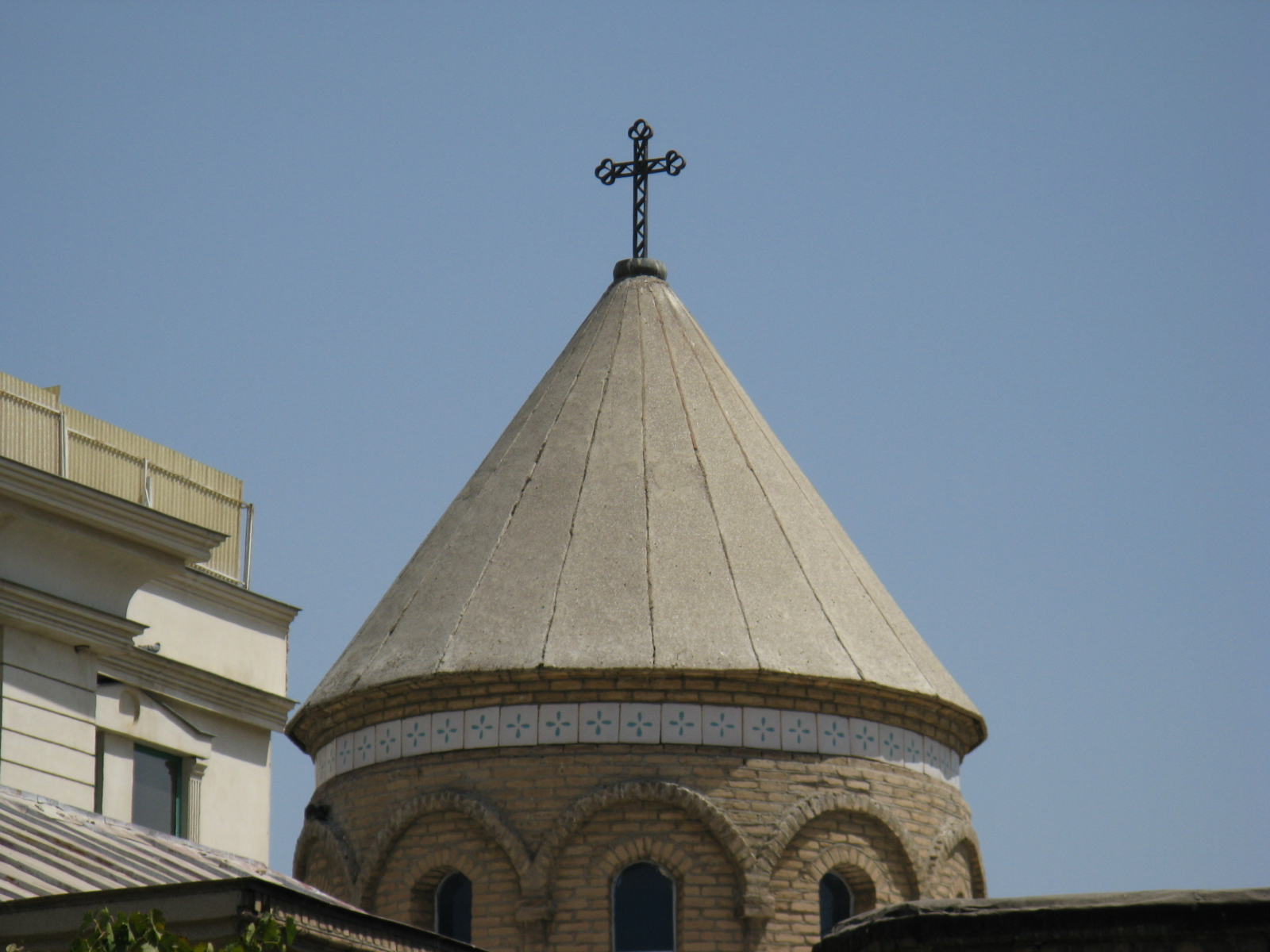
کلیسای مسروپ مقدس، مشهد

### تئاتر
بر پایهٔ گزارشی در آبان ۱۳۹۸ در ایسنا، شهر مشهد پس از تهران، پایتخت ایران، دارای بیشترین شمار گروه‌های تئاتر در ایران بوده است. اگر چه مشهد که به عنوان «دومین قطب تئاتر ایران» نیز شناخته می‌شده است، بر پایهٔ گزارشی در سال ۱۳۹۸ از کم‌ترین زیرساخت برای این هنر برخوردار بوده است. در این دوره، اعلام شد که گروه‌های تئاتر مشهد در انبار دکور و لوازم صحنه و مکان تمرین نیز مشکل دارند.
در اسفند ۱۳۹۹، حمیدرضا سهیلی، پیشکسوت و نویسندهٔ تئاتر مشهد، گفت که تئاتر این شهر، نزدیک یک سال بوده است که در «کما» به سر می‌برد و به تعطیل شدن سالن اصلی تئاتر شهر، ایراد گرفت.

### سینما
سینماهای فعال مشهد پردیس سینمایی هویزه، پردیس سینمایی سیمرغ، پردیس سینمایی اطلس، پردیس سینمایی گلشن، پردیس سینمایی ویلاژ توریست، سینما آفریقا، سینما پیروزی و سینما قدس هستند.

### موسیقی و رقص

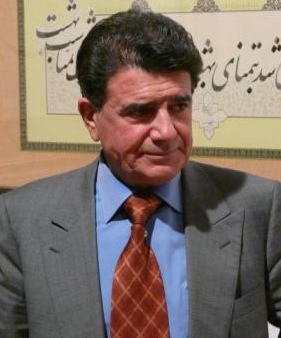
محمدرضا شجریان، موسیقی‌دان و خوانندهٔ موسیقی سنتی ایرانی اهل مشهد

در یک گفتگوی مرتبط که در ایسنا منتشر شد، مسئول یک استودیوی موسیقی اعلام کرد که «استعدادهای بسیار خوب، چه خواننده و چه آهنگساز، در مشهد وجود دارد و امیدوارم شرایط طوری باشد که همه این استعدادها روزی بتوانند آن‌طور که شایسته است هنر و کار خود را با یک تیم خوب به نمایش بگذارند». همچنین در همین گزارش، اعلام شد که استودیوهای فعال مجاز در مشهد (بر پایهٔ قوانین جمهوری اسلامی) محدود و انگشت‌شمار بوده است و به‌عنوان یک مثال، اعلام شد که از ۲۰۰ استودیو موجود در مشهد، شاید ۸ استودیو مجوز داشته باشند؛ دیگران نیز زیرزمینی کار می‌کنند. همچنین وی اعلام کرد که «شرایط در مشهد طوری است که شاید کمی فضا بسته باشد».
در سال ۲۰۲۱، اعلام شد که «موضوع مشهد این است که بافت مذهبی این شهر در فرهنگ موسیقایی مردم نیز تأثیرگذار بوده و به عبارتی موسیقی با جو این شهر در تناقض است؛ بنابراین فعالیت در این زمینه اغلب با چالش مواجه است».
در مهر ۱۳۹۹ نیز نام محمدرضا شجریان استاد آواز ایرانی اهل مشهد، بر یک خیابانی در مشهد که پیش از این «ارشاد» نام داشت، گذاشته شد.

### نقاشی؛ دیوارنگاری و نقاشی دیواری
مشهد زادگاه نقاشان سرشناسی چون ایران درودی، از پیشگامان نقاشی معاصر ایران نیز است.
در اوایل دههٔ ۱۳۹۰، بزرگ‌ترین نقاشی دیواری ایران، در میدان فردوسی مشهد، با مساحتی برابر دو هزار و ۲۰۰ مترمربع، دارای موضوع «داستان‌هایی از شاهنامه»، پاک شد؛ مدیر بخش هنری شهرداری مشهد در این باره گفت: «یکشنبه‌شب در اقدامی بی‌سابقه بزرگ‌ترین نقاشی دیواری کشور پاک شد… در ادامه: جای این پرسش باقی است که چه دلیل دارد که ادارهٔ حفاظت از املاک و اراضی آستان قدس رضوی یک شبه بدون توجه به این زحمات و هزینه‌های صورت گرفته تمام نقاشی را پاک کند».
در اسفند ۱۳۹۸، معاون فرهنگی و هنری سازمان اجتماعی و فرهنگی شهرداری مشهد گفت که در طرح استقبال از بهار، ۹۰ هزار مترمربع نقاشی دیواری در این شهر برای اجرا گذاشته شده است.
در سال ۱۳۹۸ سازمان اجتماعی و فرهنگی شهرداری مشهد فراخوانی برای طراحی دیوارنگاری‌هایی در مورد شهدا داد.

## موزه‌ها

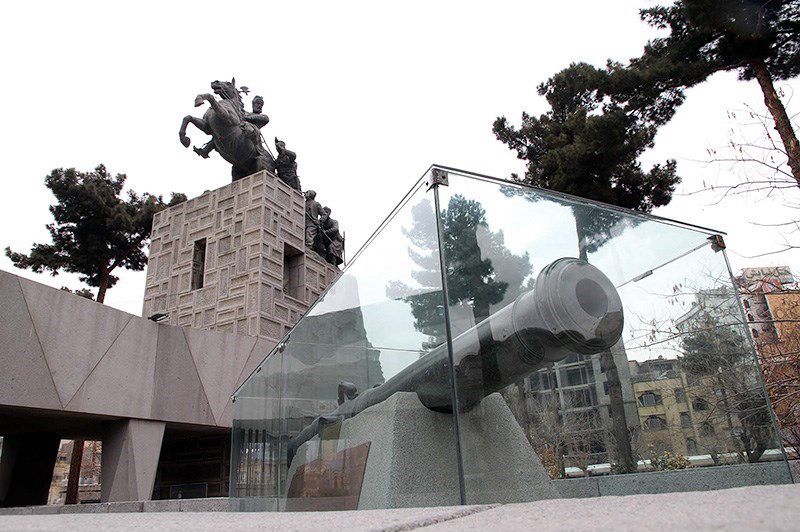
موزهٔ نادری مشهد

در شهر مشهد، نزدیک ۱۵ موزه فعال هستند. مجموعهٔ موزه‌ها یا گنجینه‌های آستان قدس رضوی که در محدودهٔ حرم علی بن موسی‌الرضا قرار دارد و یکی از بزرگ‌ترین موزه‌های ایران و دارای بیش از ده موزهٔ جداگانه است، موزهٔ توس در کهن‌شهر توس در کنار آرامگاه حکیم توس، موزه نادری در باغ نادری در کنار آرامگاه نادرشاه افشار، موزهٔ آب، موزهٔ علوم و تاریخ طبیعی مشهد، موزهٔ بزرگ تاریخ طبیعی خراسان ازجمله موزه‌های شهر مشهد هستند.

## مد و پوشاک
در اسفند ۱۳۹۷، دبیر چهارمین جشنوارهٔ مد و پوشاک فجر مشهد، اعلام داشت که در این رویداد، ۱۲ گروه سه نفره، در سن‌های ۱۶ تا ۱۸ سال از هنرستان‌های خراسان رضوی شرکت کردند و طرح‌هایشان را به رقابت گذاشتند؛ همچنین اعلام شد که از میان آنان، شش طرح گزینش شده و تولید می‌شوند.

## آیین‌ها و جشنواره‌ها

### دینی

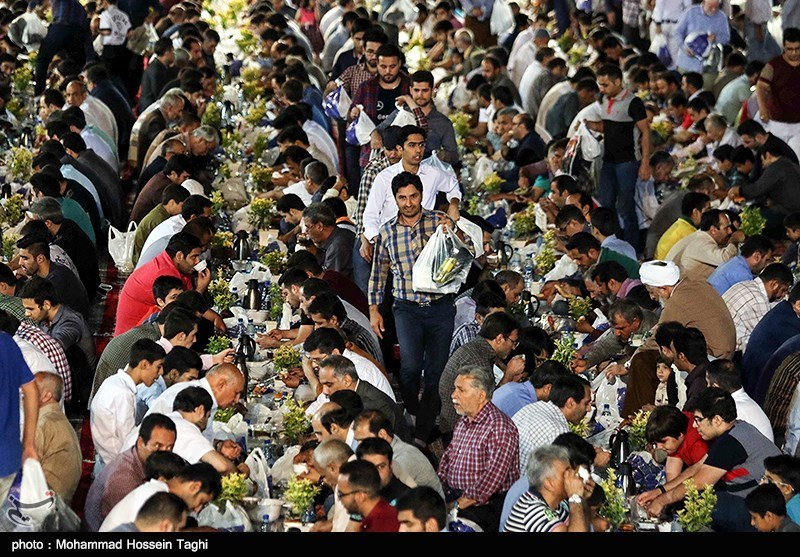
پذیرایی افطاری از روزه‌داران مسلمان در حرم امام رضا

بیشتر مردم شهر مشهد، مسلمان و شیعهٔ دوازده امامی هستند. این موضوع به‌واسطهٔ وجود حرم علی بن موسی الرضا در این شهر نیز تشدید شده است. بااین‌حال، اقلیت‌های دینی دیگری نیز در مشهد وجود داشته یا دارند. به‌عنوان نمونه، در مشهد محله‌ای به نام «محلهٔ جدید» وجود دارد که مجتمع مسکونی یهودیان در مشهد بود. این محله منازل بزرگ و محکم با دیوارهای بلند داشت و خانه‌ها از داخل با یکدیگر مرتبط بود. اقلیت یهودی مشهد که بینش و هوشیاری اقتصادی داشتند با توسعهٔ عمرانی مشهد به خیابان‌های جنت و جم (پاسداران کنونی) نقل‌مکان کردند و عده‌ای هم به اسرائیل مهاجرت کردند.
مسلمانان شیعهٔ مشهد، همهٔ اعمال دیگر مسلمانان شیعهٔ ایرانی را انجام می‌دهند و در رسانه‌های ایرانی و غیر ایرانی، پوشش داشته است.
به گزارش مشرق، هزاران تن از مسلمانانی که به حرم امام رضا می‌روند، روزه خود را نیز بر سفره‌ای که در همان‌جا برپا می‌شود، افطار می‌کنند.

## ورزش

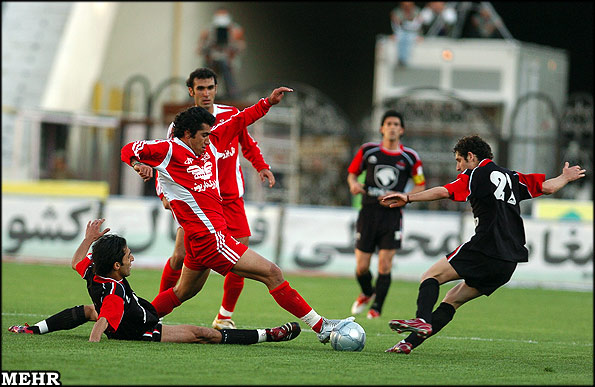
باشگاه فوتبال ابومسلم خراسان که در میان مردم استان، بسیار پرهوادار است. نگاره از بازی این تیم در برابر پرسپولیس تهران است.

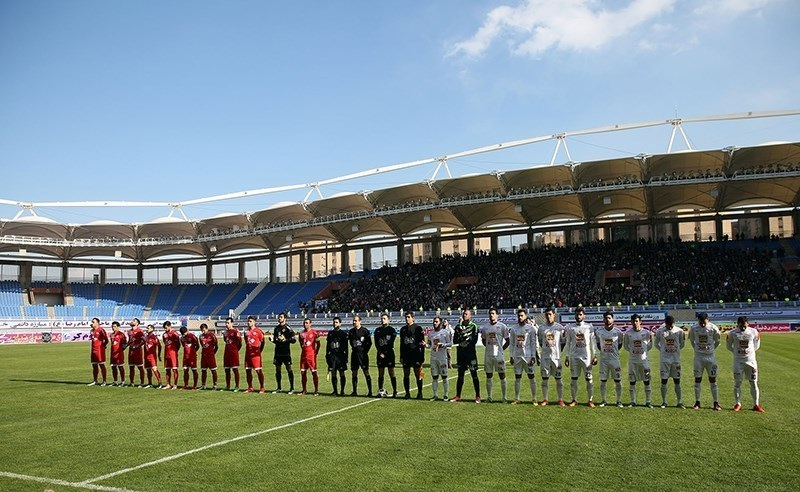
بازی پدیده خراسان و تراکتورسازی تبریز در ورزشگاه امام رضا

خراسان و شهر مشهد از دیرباز، از قطب‌های ورزش کشتی در ایران بوده‌اند و به‌گونه‌ای ورزش نخست این شهر به‌شمار می‌رود. ورزش‌های باستانی و زورخانه‌ای از جایگاه ویژه‌ای در مشهد برخوردار است و یکی از مهم‌ترین زورخانه‌های کشور، زورخانهٔ وابسته به تربیت بدنی آستان قدس رضوی در مشهد است. فوتبال نیز از ورزش‌های پرهوادار مشهد است. دو سال پس از بنیان‌گذاری نخستین باشگاه فوتبال در تهران، با نام کلوپ ایران، اولین باشگاه فوتبال خراسان نیز با نام کلوپ فردوسی در سال ۱۳۰۱ در مشهد آغاز به‌کار کرد. بازیکنان سرشناسی چون حسین صدقیانی در این تیم بازی می‌کردند. تیمی که در سال ۱۳۲۰ اولین بازی تیم ملی فوتبال ایران را برابر افغانستان برگزار کرد، به نام «منتخب مشهد» به افغانستان فرستاده شده بود؛ اگرچه، تنها ۲ بازیکن مشهدی در این تیم بودند. پس از آن تیم‌های نام‌داری چون ابومسلم خراسان در این شهر بازی می‌کردند. هم‌اکنون نیز تیم فوتبال پدیده از مشهد در لیگ برتر فوتبال ایران حضور دارد. همچنین تیم علم و ادب مشهد از تیم‌های مطرح و محبوب در لیگ باشگاهی فوتسال کشور بود که امتیاز آن به فرش آرا مشهد منتقل شد و نیز تیم فوتسال فردوسی مشهد که در فصل ۹۲–۹۳ به لیگ برتر صعود کرد.
مشهد دربردارندهٔ مجموعه‌ها و اماکن ورزشی بسیار و چند پیست ورزشی است. مجموعه‌های ورزشی ورزشگاه تختی مشهد، مجموعه‌های ورزشی آستان قدس رضوی، مجتمع فرهنگی ورزشی یاس، استخرهای ارمغان، کاظمیان، هلال احمر و شهید بهشتی و مجموعهٔ ورزشی موج‌های آبی را می‌توان به‌عنوان نمونه یاد کرد.
استادیوم ثامن، ورزشگاه امام رضا و استادیوم تختی، مهم‌ترین استادیوم‌های ورزشی مشهد هستند. ورزشگاه ثامن مشهد دومین ورزشگاه ایران پس از ورزشگاه آزادی است که به دوربین عنکبوتی مجهز شده است. فاز اول این ورزشگاه با گنجایش ۳۰هزار نفر در سال ۱۳۸۳ افتتاح گردید. ورزشگاه امام رضا نیز شامل ۱۴ سالن ورزشی در زیر جایگاه تماشاگران فوتبال استادیوم ۳۰هزار نفری است. این ورزشگاه تنها ورزشگاه مسقف فوتبال در ایران است که به لحاظ ویژگی‌های ساخت ازجمله استفادهٔ بهینه از تمامی فضاها، سقف خرپائی جایگاه تماشاگران با روکش پوسته‌ای، تأمین پارکینگ طبقاتی و سایر امکانات رفاهی برای تماشاگران، رختکن مجهز بازیکنان و داوران، سالن‌های کنفرانس، پیش‌بینی ورود و خروج تماشاگران در کمترین زمان و… با استانداردهای روز دنیا برابری دارد.
پیست دوچرخه‌سواری مشهد که در سال ۱۳۹۰ به‌عنوان مجهزترین پیست دوچرخه‌سواری کشور معرفی گردید؛ پیست اتومبیل‌رانی، پیست موتورسواری و پیست موتورکراس که همه در ۱۰ کیلومتری جادهٔ مشهد–شاندیز واقع هستند؛ پیست اسکیت بلوار شهید باهنر، پیست اسکیت کوهسنگی، پیست اسکی شیرباد مشهد، پیست اسکی سنتی کوه‌های آب‌وبرق مشهد و پیست سوارکاری مشهد نیز از دیگر پیست‌های ورزشی مشهد هستند. اولین زمین چمن گلف ایران نیز در مجموعهٔ ثامن شهر مشهد واقع شده است.

## رسانه‌ها

### رادیو و تلویزیون
رادیو در مشهد در سال ۱۳۲۷ توسط لشکر ۱۲ خراسان با بهره‌گیری از فرستنده‌ای که داشت، شروع به کار کرد و در سال ۱۳۲۸، لشکر ۱۲ خراسان موافقتش را اعلام کرد که فرستنده را در اختیار ادارهٔ انتشارات و تبلیغات بگذارد. در ۱۲ دی ۱۳۲۸، رادیو مشهد کارش را آغاز کرد. این رادیو بعدها تعطیل شد اما دوباره در سال ۱۳۳۲ شروع به کار کرد. رادیو مشهد نخست روزانه ۲ ساعت پخش برنامه، از ساعت ۱۶ تا ۱۸ داشته است.
هم‌اکنون تولید و پخش برنامه‌های سیمای استانی (تلویزیون) به ۲۴ ساعت در روز، رسیده است.

### روزنامه‌ها
مشهد روزنامه‌هایی چون خراسان و قدس دارد که در سطح کشوری منتشر می‌شوند. روزنامه شهرآرا، صبح امروز و هفته نامه نخست نیز به شکل ویژه، برای شهر مشهد است.

## آشپزی و خوراک

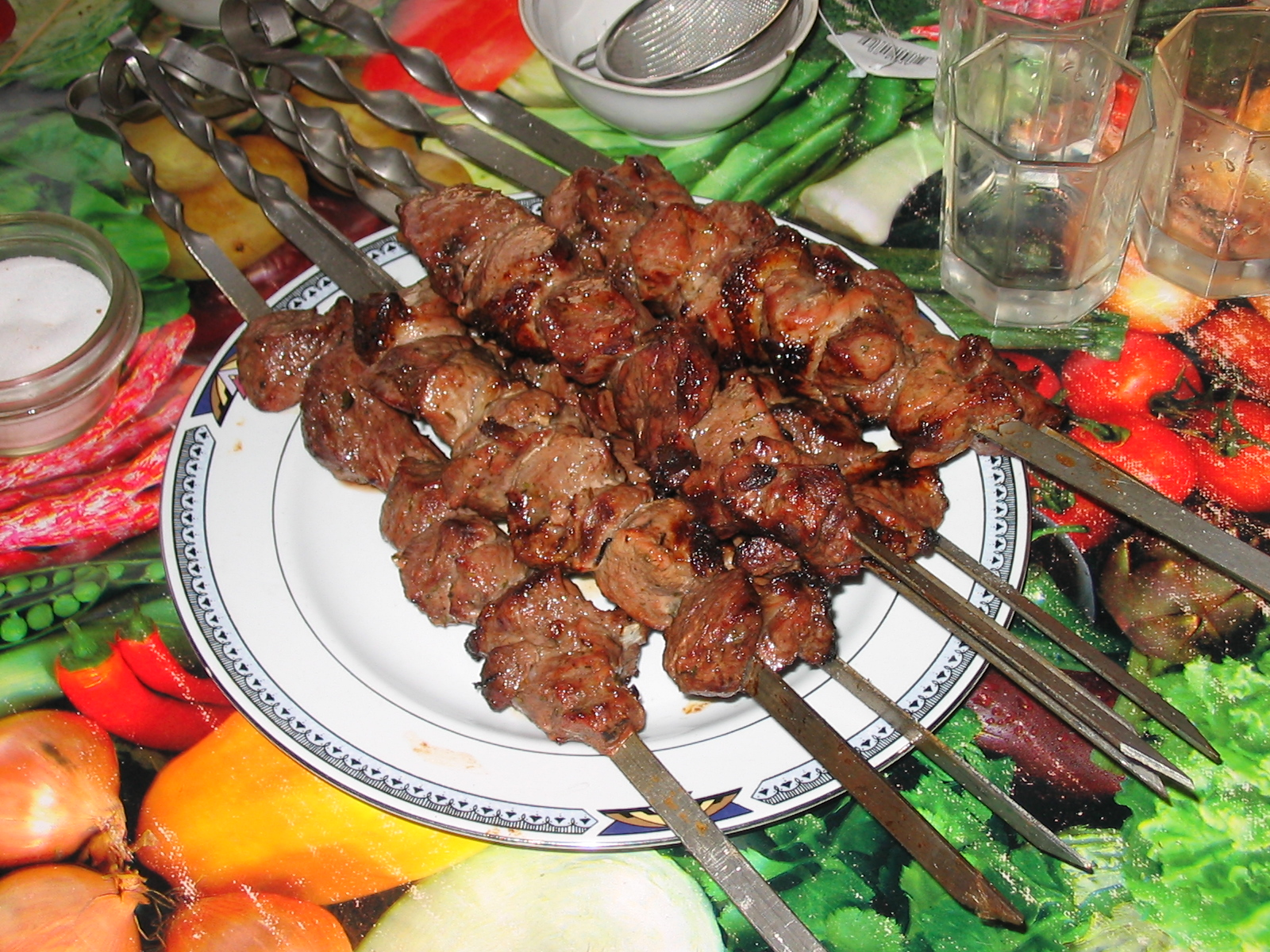
آشپزی ایرانی با کباب‌هایی چون شیشلیک نیز در مشهد نمایان می‌شود.

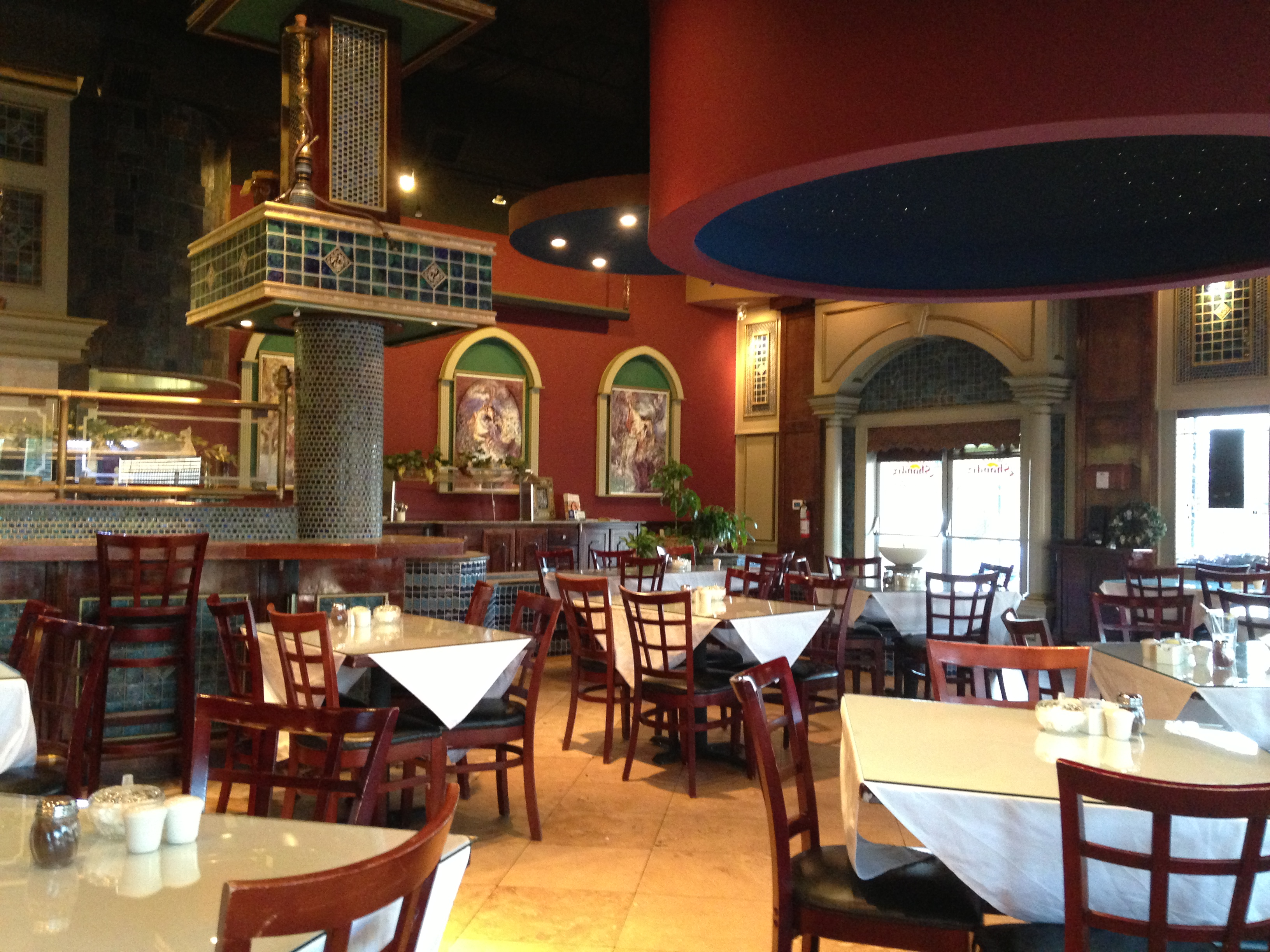
نمایی از رستوران شاندیز

در بخش آشپزی و خوراک مشهد، می‌توان به دیگچه، شیشلیک، کوکو شیرین، چنگالی و شله مشهدی که در فهرست آثار معنوی ایران نیز به ثبت رسیده است، اشاره داشت. همچنین پیشینهٔ طولانی مهاجران افغانستانی، همسایهٔ ایران، در شهر مشهد به پدیداری ارتباط فراوانی میان آنان و دیگر شهروندان مشهدی، انجامیده است. بر پایهٔ گزارشی در سال ۱۳۹۹، چند سالی بوده است که رستوران‌های محلهٔ گلشهر، آشپزی افغانستانی ارائه می‌داده‌اند و در نتیجه، قابلی که از خوراک سرشناس آشپزی افغانستانی است، هواداران بسیاری میان مشتریان این رستوران‌ها پیدا کرده است. در گلشهر، شیرینی‌های افغانستانی و نان‌هایی که توسط افغانستانی‌ها پخته می‌شوند نیز در دسترس است. رشته پلو مشهدی نیز بخشی دیگر از آشپزی این شهر است و ادویه‌هایی چون دارچین و سماق دارد و از گوشت مرغ و پیاز نیز بهره می‌برد. زعفران در شهر مشهد، به فراوانی یافت می‌شود. زعفران با توجه به کمیاب بودن و دشواری تولیدش، به‌عنوان کالایی گران در نظر گرفته می‌شود.
رضایی مشهد، ارم شاندیز، پدیده شاندیز، پسران کریم، معین درباری و بابا قدرت از رستوران‌های مشهد هستند.

## زندگی شبانه
مشهد گونه‌ای زندگی شبانه نیز دارد. بر پایهٔ گزارش ایندیپندنت فارسی در ژوئیهٔ ۲۰۱۹، به جز مشهد که رستواران‌ها و فروشگاه‌هایش شب هنگام نیز به زائران و گردشگران مذهبی خدمت‌رسانی می‌کنند، بیشتر شهرهای بزرگ ایران شب‌هنگام سوت و کور و تعطیل بوده‌اند.